# James Gregory

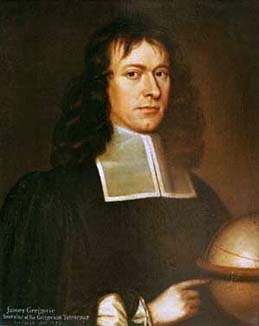
James Gregory.

James Gregory (Drumoak, Aberdeenshire, noviembre de 1638 – Edimburgo, octubre de 1675) fue un matemático y astrónomo escocés. Entre sus logros más notables, figuran aportaciones al cálculo integral y a los desarrollos en serie en el campo de las matemáticas, y al descubrimiento de las redes de difracción en óptica.

## Biografía
Estudió en el Marischal College en Aberdeen, y en 1663 se estableció en Londres. En 1664 viajó a Italia y trabajó en la Universidad de Padua. Fue profesor en las universidades de St. Andrews y Edimburgo, y tuvo tres hijos. De él se ha dicho que fue el matemático británico más notable de su siglo después de Newton. Murió en Edimburgo en 1675.
Fue tío del también matemático David Gregory.

## Obra

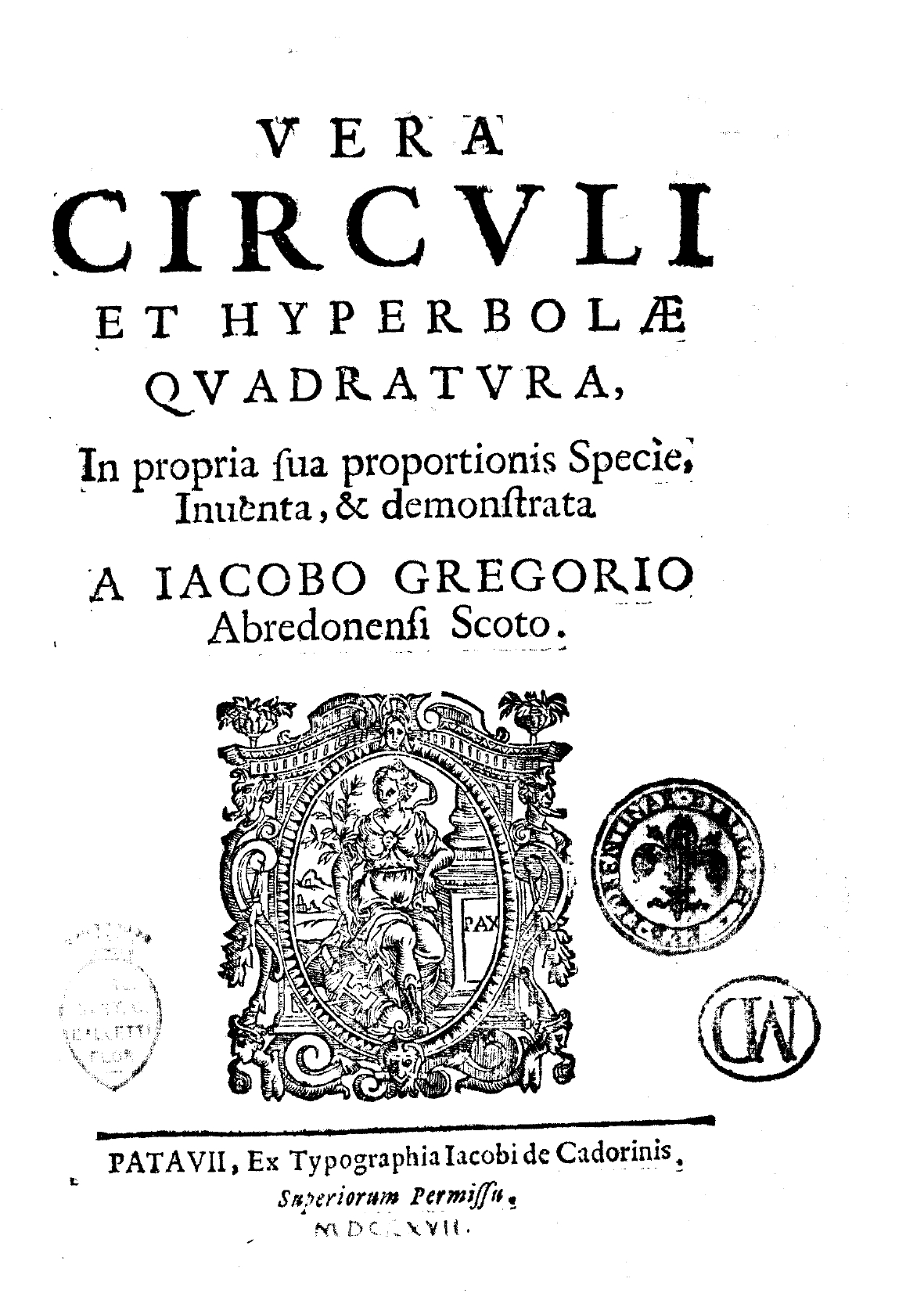
Vera circuli et hyperbolae quadratura, 1667

Publicó dos libros: Optica promota en 1663, y Vera circuli et hyperbolae quadratura en el 1667.

### Optica promota
En este libro se describe un tipo de telescopio reflector que con el tiempo llevaría su nombre: el telescopio tipo Gregory o «gregoriano». El fundamento de este telescopio se basa en la utilización de un espejo secundario parabólico, que elimina la aberración cromática y la aberración esférica que se producía en los telescopios refractores. Según su propio testimonio, Gregory no tenía habilidades prácticas para construirlo, y no pudo hallar ningún óptico que lo hiciera.
El diseño del telescopio atrajo la atención de varios científicos, como Robert Hooke, el físico de Oxford que finalmente construiría el instrumento diez años más tarde, y Sir Robert Moray, miembro fundador de la Royal Society.
Este tipo de telescopios está en desuso para astronomía nocturna, siendo más populares para los principales telescopios solares por sus propiedades específica, como el DKIST en Hawaii o el Telescopio Solar Europeo a construir en La Palma, Canarias. Sin embargo, algunos telescopios ópticos e incluso el radiotelescopio de Arecibo utilizan ópticas gregorianas.
En el libro también se menciona un método para calcular la distancia entre la Tierra y el Sol, valiéndose del tránsito de Venus. Este fue el primer método fiable utilizado para determinar el valor de la unidad astronómica (UA), hasta la aparición de los modernos sistemas láser y radar.

### Vera circuli et hyperbolae quadratura
En esta obra se estudia la posibilidad de calcular el área de círculos e hipérboles mediante series infinitas convergentes. Un año más tarde, el libro se reeditaría, mostrando los métodos de obtención de volúmenes de sólidos de revolución. También se especula en torno a la existencia de los números trascendentales, se deduce la imposibilidad de resolver el problema de la cuadratura del círculo, y realiza aportaciones en los polinomios de Taylor y la primera prueba del Teorema fundamental del cálculo integral.

## Otros trabajos
En 1671, o quizás antes, redescubrió un teorema originalmente formulado por el matemático indio Madhava de Sangamagrama, la serie del arcotangente:
{\displaystyle \theta =\tan \theta -(1/3)\tan ^{3}\theta +(1/5)\tan ^{5}\theta -\cdots ,\,}
para θ entre −π/4 y π/4.
Esta fórmula había sido usada por Madhava para calcular dígitos de π, y posteriormente fue empleada en Europa para el mismo fin, si bien más tarde se descubrieron fórmulas más eficientes.
James Gregory es también el descubridor de la red de difracción, que permite separar la luz en distintas longitudes de onda. Realizó la observación haciendo pasar la luz del sol a través de una pluma de ave.

## Eponimia
- El cráter lunar Gregory ha sido bautizado en su honor.
- La alineación de cráteres lunares denominada Catena Gregory también lleva su nombre.
- Nota: El cráter Gregory de Venus conmemora a la folclorista irlandesa Isabella Augusta, Lady Gregory (1852-1932), pero no a James Gregory.